# Emskirchen
Emskirchen ist ein Markt im mittelfränkischen Landkreis Neustadt an der Aisch-Bad Windsheim in Bayern.

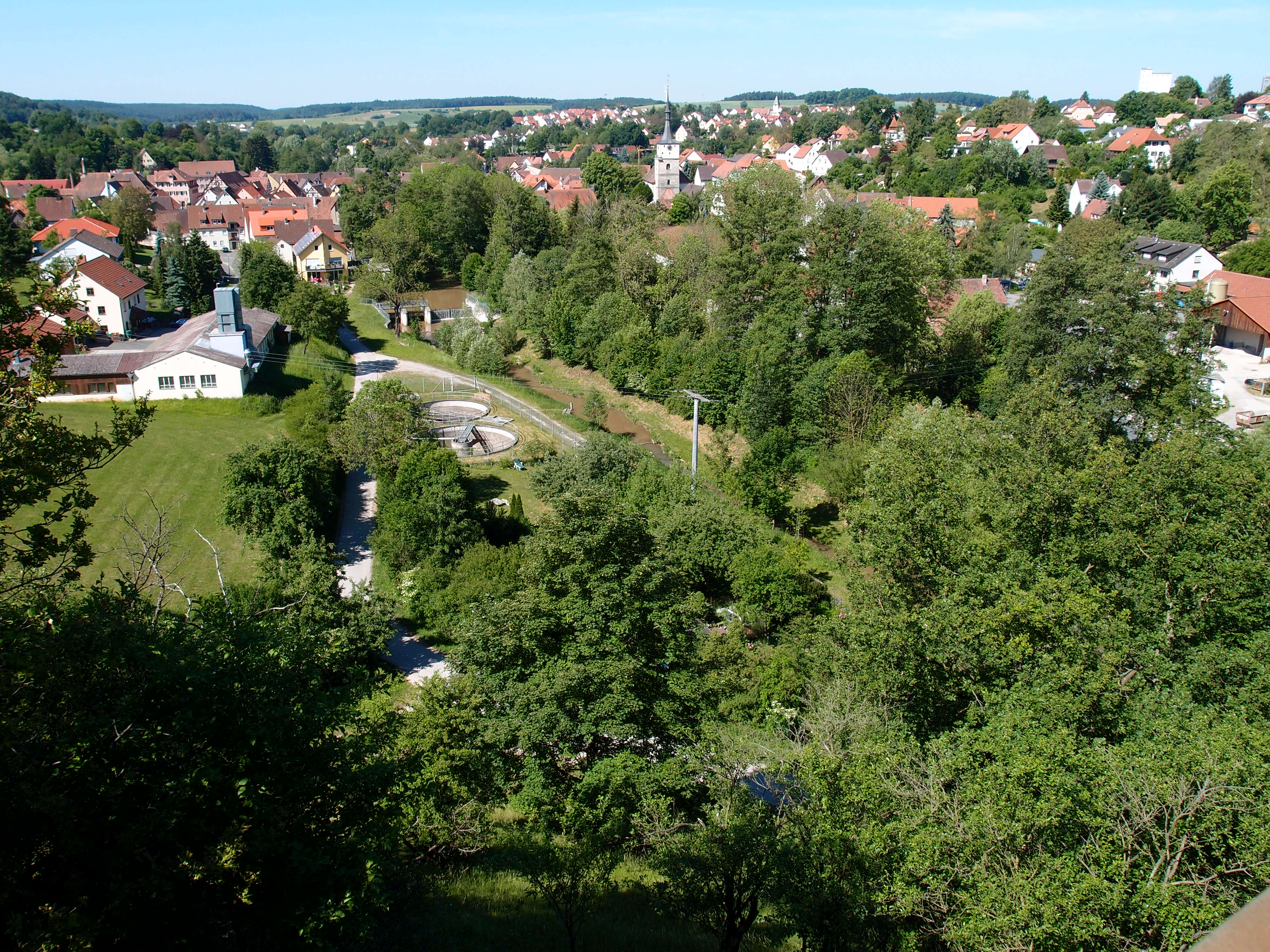
Blick von der Bahnbrücke auf Emskirchen

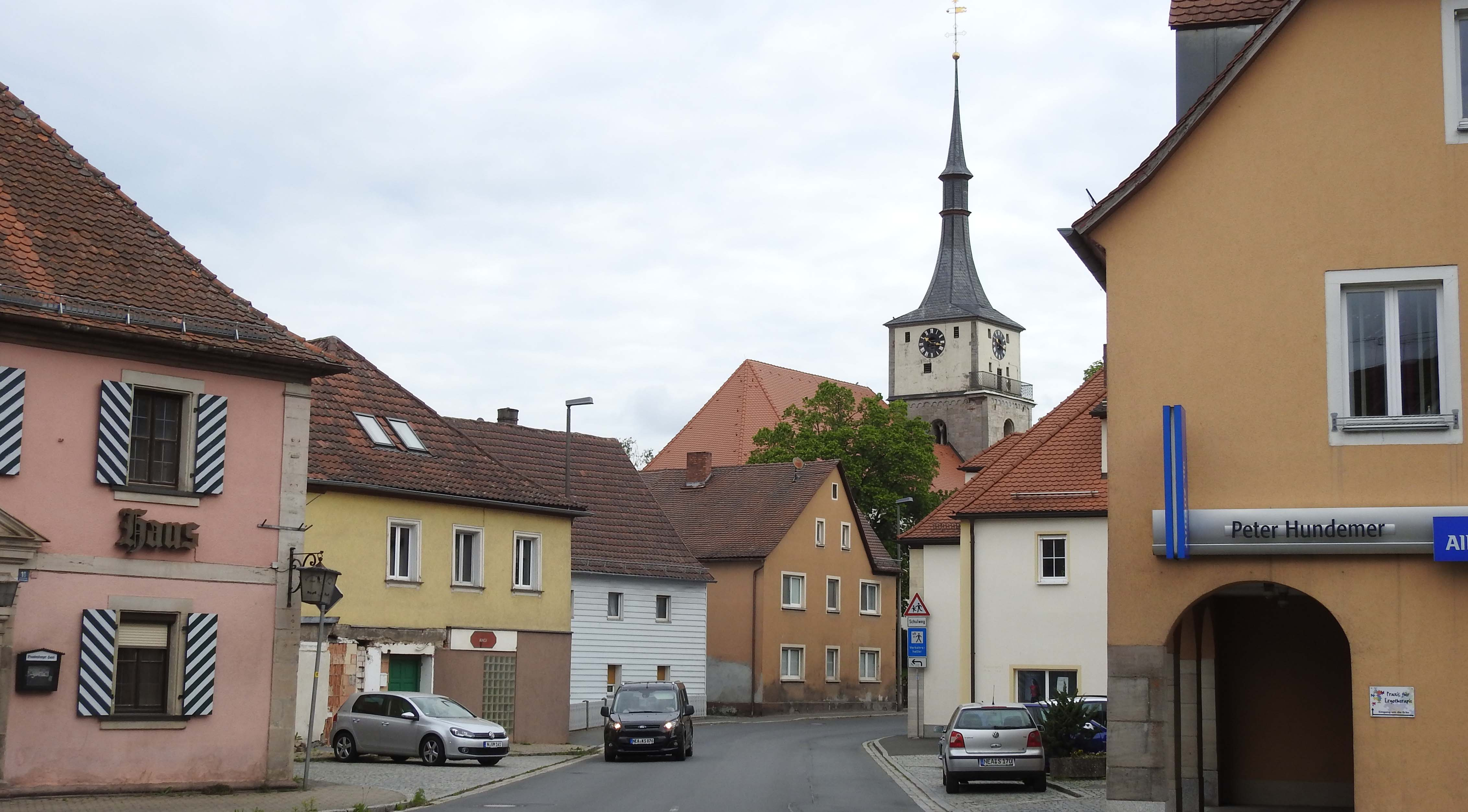
Emskirchen – Hindenburgstraße

## Geografie

### Topografie
Der Ort liegt an der Mittleren Aurach. Der Flugs- und Floresbach münden dort als linke Zuflüsse in die Mittlere Aurach und der Stubengraben als rechter Zufluss. Im Südwesten liegt das Waldgebiet Hoch.

### Gemeindegliederung
Es gibt 31 Gemeindeteile (in Klammern ist der Siedlungstyp angegeben):
- Altschauerberg (Dorf)
- Borbath (Dorf)
- Bottenbach (Dorf)
- Brunn (Pfarrdorf)
- Buchklingen (Dorf)
- Dürrnbuch (Kirchdorf)
- Eckenberg (Dorf)
- Elgersdorf (Dorf)
- Emskirchen (Hauptort)
- Fallmeisterei (Einöde)
- Finkenmühle (Einöde)
- Flugshof (Dorf)
- Grieshof (Weiler)
- Gunzendorf (Dorf)
- Hohholz (Dorf)
- Kaltenneuses (Weiler)
- Leitsmühle (Einöde)
- Mausdorf (Dorf)
- Neidhardswinden (Kirchdorf)
- Neuschauerberg (Dorf)
- Oberniederndorf (Dorf)
- Pirkach (Dorf)
- Plankstatt (Einöde)
- Prackenhof (Weiler)
- Rennhofen (Kirchdorf)
- Riedelhof (Weiler)
- Schneemühle (Einöde)
- Sixtmühle (Weiler)
- Tanzenhaid (Weiler)
- Weihermühle (Einöde)
- Wulkersdorf (Einöde)

Die Einöden Schauerberger Mühle, Ziegelhütte (Emskirchen) und Ziegelhütte (Hohholz) sind keine amtlich benannten Gemeindeteile. Vierzehnmorgen ist bereits 1905 zur Wüstung geworden.
Es gibt auf dem Gemeindegebiet die Gemarkungen Brunn, Buchklingen, Dürrnbuch, Eckenberg, Emskirchen, Gunzendorf, Hohholz, Mausdorf, Neidhardswinden, Pirkach, Rennhofen und Schauerberg. Die Gemarkung Emskirchen hat eine Fläche von 9,578 km². Sie ist in 2752 Flurstücke aufgeteilt, die eine durchschnittliche Fläche von 3480,54 m² haben. In ihr liegen neben dem namensgebenden Ort die Gemeindeteile Fallmeisterei, Prackenhof, Sixtmühle, Wulkersdorf und Ziegelhütte.

### Nachbargemeinden
Nachbargemeinden sind (im Norden beginnend im Uhrzeigersinn):
- Gerhardshofen
- Oberreichenbach
- Wilhelmsdorf
- Aurachtal
- Herzogenaurach
- Puschendorf
- Langenzenn
- Hagenbüchach
- Wilhermsdorf
- Markt Erlbach
- Neustadt an der Aisch
- Diespeck

## Geschichte

### Bis zum 19. Jahrhundert
Während der Ära der Stammesherzogtümer lag Emskirchen im Herzogtum Franken. Die ehemalige Königshube hatte sich bereits vor 800 vom Königshof Riedfeld gelöst. Der Ort wurde 1132/47 als „Empichiskirchen“ erstmals urkundlich erwähnt. Das Bestimmungswort des Ortsnamens ist der Personenname Empichi, der der Stifter einer dort errichten Kirche gewesen ist. 1156 wurde es, bezeugt von Ekehardus de Ritfelt, als „Enspenkirch(en)“ urkundlich erwähnt, als Bischof Gebhardt von Würzburg die Güter der Pfarrei Emskirchen dem Kloster Münchaurach übereignete. 1158 wurde es erstmals „Emskirchen“ genannt. Im 13. Jahrhundert war ein gewisser Hartung Vogt der Kirche von Emskirchen. Hartung, der unter dem Vicedominat des Gutend von Seckendorff als Advocatus-Vogt in Riedfeld bzw. Neustadt an der Aisch tätig war, schenkte der Kirche im Jahr 1300 seinen Zehnt zu Mettelaurach.
Als der Sondergesandte (Legatus a latere) des Papstes, der Kardinaldiakon Johannes von San Angelo, in Neustadt („in Nova Civitate Herbipolensis dioeceseos“) war, stellte er am 2. oder 3. November 1448 einen Ablassbrief für die Kirche von Emskirchen aus.
Friedrich Wildner, der 1529 die neue Kirchenordnung annahm, war wahrscheinlich der erste evangelische Pfarrer Emskirchens.
Emskirchen profitierte von seiner Lage an der Handelsstraße Nürnberg–Frankfurt. 1623 wurde in Emskirchen eine Poststation an der Postkutschen-Verbindung Nürnberg–Frankfurt errichtet. Nach dem Dreißigjährigen Krieg, in welchem Emskirchen vor allem am 1. und 2. Dezember 1631 schweren Plünderungen ausgesetzt war, siedelten sich in dem entvölkerten Ort rund 160 protestantische Glaubensvertriebene aus Österreich an, die in ihrer neuen Heimat maßgeblich zum Wiederaufbau beitrugen. Später wurde Emskirchen auch zur Niederlassung vieler Hugenotten, von denen die heutige Friedhofskirche erbaut wurde.
Gegen Ende des 18. Jahrhunderts gab es in Emskirchen 61 Anwesen. Das Hochgericht übte das brandenburg-bayreuthische Fraischvogteiamt Emskirchen-Hagenbüchach aus. Die Dorf- und Gemeindeherrschaft hatte das Kasten- und Jurisdiktionsamt Emskirchen. Grundherren waren das Fürstentum Bayreuth (54 Anwesen; Kasten- und Jurisdiktionsamt Emskirchen: 2 Höfe, 1 Dreiviertelhube, 1 Hof, 1 Halbhube, 1 Viertelhube, 2 Achtelhuben, 2 Mühlen, 20 Häckersgüter, 6 halbe Häckersgüter, 12 Tropfgüter, 1 Tropfsölde, 1 Tropfhaus, 1 Haus, 1 Ziegelei, 1 Wasenmeisterei; Klosteramt Münchaurach: 1 Wirtshaus), das Gotteshaus Emskirchen (1 Tropfhaus) und die Pfarrei Emskirchen (1 Gut, 1 Halbgut, 1 Tropfgut, 3 Tropfhäuser).
Von 1797 bis 1810 unterstand der Ort dem Justizamt Markt Erlbach und Kammeramt Emskirchen. Im Rahmen des Gemeindeedikts wurde 1811 der Steuerdistrikt Emskirchen gebildet, zu dem Altschauerberg, Dürrnbuch, Elgersdorf, Fallmeisterei, Finkenmühle, Flugshof, Gunzendorf, Neidhardswinden, Neuschauerberg, Plankstatt, Prackenhof, Riedelhof, Schneemühle, Sixtmühle und Ziegelhütte gehörten. 1813 entstand die Munizipalgemeinde Emskirchen, die deckungsgleich mit dem Steuerdistrikt war mit Ausnahme von Dürrnbuch, das nun mit Finkenmühle und Neidhardswinden eine eigenständige Ruralgemeinde war. Die Gemeinde Emskirchen war in Verwaltung und Gerichtsbarkeit dem Landgericht Markt Erlbach zugeordnet und in der Finanzverwaltung dem Rentamt Neustadt an der Aisch. Mit dem Zweiten Gemeindeedikt (1818) wurde die Munizipalgemeinde aufgespalten in
- Munizipalgemeinde Emskirchen mit Sixtmühle und Ziegelhütte;
- Ruralgemeinde Gunzendorf mit Elgersdorf, Fallmeisterei, Gunzendorf, Plankstatt, Prackenhof, Schneemühle;
- Ruralgemeinde Schauerberg mit Altschauerberg, Flugshof, Neuschauerberg und Riedelhof.

Am 9. November 1824 wurde die Fallmeisterei wieder nach Emskirchen umgemeindet. Ab 1862 gehörte Emskirchen zum Bezirksamt Neustadt an der Aisch (1939 in Landkreis Neustadt an der Aisch umbenannt) und ab 1856 zum Rentamt Markt Erlbach (1919–1929: Finanzamt Markt Erlbach, 1929–1972: Finanzamt Neustadt an der Aisch, seit 1972: Finanzamt Uffenheim). Die Gerichtsbarkeit blieb beim Landgericht Markt Erlbach (1879 in das Amtsgericht Markt Erlbach umgewandelt), von 1959 bis 1972 das Amtsgericht Fürth, seitdem ist es das Amtsgericht Neustadt an der Aisch. Die Gemeinde hatte 1964 eine Gebietsfläche von 7,175 km².

### 20. und 21. Jahrhundert
Im Jahre 1926 wurde in Emskirchen ein Geflügelzüchterverein gegründet, der sich unter anderem dem Import züchterisch wertvoller Gänseeier widmete.
Nach dem Zweiten Weltkrieg erlebte Emskirchen einen hohen Zustrom von Flüchtlingen. Diese waren in der Mehrzahl katholisch, so dass in den Folgejahren eine katholische Kirche gebaut und 1958 eingeweiht wurde.
Durch die Gebietsreform 1972 vergrößerte sich das Gemeindegebiet beträchtlich, da zahlreiche Dörfer und Weiler eingegliedert wurden. Die Marktgemeinde bildete zusammen mit den Gemeinden Hagenbüchach und Wilhelmsdorf die Verwaltungsgemeinschaft Emskirchen – eine der ersten Verwaltungsgemeinschaften nach der Gebietsreform.
Der Arzt und Publizist Gustav Sondermann, der 1973 in Emskirchen starb, war mit seiner Rede Die Judenfrage am Erfolg des „Völkischen Blocks“ bei der Reichstagswahl 1924 ebenso beteiligt wie der Emskirchener Hauptlehrer Rödel mit seinem Vortrag Juda, Rom und wir. 1969 wurde Sondermann Ehrenmitglied des Heimatvereins Emskirchen und Umgebung.
Im Januar 1996 wurde mit den Gemeindewerken Emskirchen das erste Kommunalunternehmen in Bayern gegründet. Am 31. Dezember 2006 wurde der Markt Emskirchen durch Beschluss des Bayerischen Landtags aus der Verwaltungsgemeinschaft Emskirchen entlassen.

### Eingemeindungen
Am 1. Januar 1970 wurde die Gemeinde Schauerberg eingegliedert. Am 1. Juli 1970 kamen Teile von Eggensee hinzu. Brunn, Dürrnbuch, Eckenberg, Gunzendorf, Hohholz und Rennhofen sowie Teile von Buchklingen kamen am 1. Januar 1972 im Zuge der Gebietsreform in Bayern hinzu. Pirkach folgte am 1. April 1972. Die Reihe der Eingemeindungen wurde mit der Eingliederung von Mausdorf und Neidhardswinden am 1. Januar 1978 abgeschlossen.

### Einwohnerentwicklung
Im Zeitraum 1988 bis 2018 stieg die Einwohnerzahl von 4867 auf 6038 um 1171 Einwohner bzw. um 24,1 %.
Gemeinde Emskirchen
| Jahr      | 1818   | 1840   | 1852   | 1861   | 1867   | 1871   | 1875   | 1880   | 1885   | 1890   | 1895   | 1900   | 1905   | 1910   | 1919   | 1925   | 1933   | 1939   | 1946   | 1950   | 1961   | 1970   | 1987   | 2005 | 2010   | 2015   |
| Einwohner | 753    | 909    | 941    | 886    | 954    | 958    | 941    | 958    | 887    | 867    | 935    | 941    | 886    | 912    | 845    | 885    | 989    | 1082   | 1750   | 1823   | 1961   | 2407   | 4835   | 6112 | 6030   | 5956   |
| Häuser    | 96     | 108    |        |        |        | 132    |        |        | 144    | 142    |        | 148    |        |        |        | 146    |        |        |        | 224    | 331    |        | 1282   |      |        | 1744   |
| Quelle    | [ 25 ] | [ 26 ] | [ 27 ] | [ 28 ] | [ 29 ] | [ 30 ] | [ 31 ] | [ 32 ] | [ 33 ] | [ 34 ] | [ 27 ] | [ 35 ] | [ 27 ] | [ 36 ] | [ 27 ] | [ 37 ] | [ 27 ] | [ 27 ] | [ 27 ] | [ 38 ] | [ 18 ] | [ 39 ] | [ 40 ] |      | [ 41 ] | [ 41 ] |

Ort Emskirchen
| Jahr      | 001818 | 001840 | 001861 | 001871 | 001885 | 001900 | 001925 | 001950 | 001961 | 001970 | 001987 | 002014 |
| Einwohner | 753    | 886    | 862    | 900    | 831    | 869    | 811    | 1750   | 1856   | 2132   | 2468   | 3319   |
| Häuser    | 96     | 105    |        |        | 136    | 134    | 136    | 214    | 313    |        | 645    |        |
| Quelle    | [ 25 ] | [ 26 ] | [ 28 ] | [ 30 ] | [ 33 ] | [ 35 ] | [ 37 ] | [ 38 ] | [ 18 ] | [ 39 ] | [ 40 ] | [ 42 ] |

## Politik

### Marktgemeinderat
Der Gemeinderat von Emskirchen hat 20 Mitglieder.
|      | CSU | SPD | ÖDP/ZG 1 | FW | Gesamt   |
| 2002 | 9   | 4   | 4        | 3  | 20 Sitze |
| 2008 | 9   | 2   | 5        | 4  | 20 Sitze |
| 2014 | 7   | 4   | 5        | 4  | 20 Sitze |
| 2020 | 8   | 4   | 4        | 4  | 20 Sitze |

- SPD: 4
- ÖDP: 4
- FW: 4
- CSU: 8

### Bürgermeister
Bei der Bürgermeisterwahl am 16. März 2014 kam Amtsinhaber Harald Kempe (ÖDP) auf 46,5 %. Sandra Winkelspecht (CSU) erzielte 27,5 % und Christian Pöschl (SPD) 26,0 %. Die Stichwahl zwischen Sandra Winkelspecht und Harald Kempe konnte Kempe für sich entscheiden.
Bei der Bürgermeisterwahl 2020 am 15. März erreichte im ersten Wahlgang Sandra Winkelspecht (CSU) 48,50 %, Christian Pöschl (SPD) 28,19 % und Siegfried Schönleben (FW Emskirchen) 23,31 %. In der am 29. März folgenden Stichwahl gewann Winkelspecht die Wahl mit 63,33 % gegenüber Pöschl (36,67 %). Amtsinhaber Harald Kempe (ÖDP) war nicht mehr angetreten.

### Wappen und Flagge
Wappen
| Wappen von Emskirchen | Blasonierung: „Gespalten von Schwarz und Silber; vorne auf grünem Boden eine silberne Kirche mit romanischem Turm und roten Dächern, hinten ein linksgewendeter, von Silber und Schwarz gevierter, rot bezungter Brackenrumpf.“ |
| Wappen von Emskirchen | Wappenbegründung: Die Kirche steht redend für den Ortsnamen. Der Bracke war die Helmzier der zollerischen Burggrafen von Nürnberg und späteren Markgrafen von Brandenburg. Er erinnert an deren Landesherrschaft seit 1361. Die Gemeinde Emskirchen führt seit 1962 ein Wappen, das auf einem Siegel von 1552 basiert, das dem Ort im Markgrafenkrieg verliehen wurde. |

Flagge
| Die Gemeindeflagge ist schwarz-weiß. |            |
| Banner                               | Hissflagge |

### Gemeindepartnerschaften
Emskirchen hat seit 1990 eine Partnergemeinde, den Ort Roquebillière in Frankreich.

### Raumordnung
Die Gemeinde Emskirchen ist Mitglied der 2009 gegründeten Kommunalen Allianz Aurach-Zenn, das ein Integriertes ländliches Entwicklungskonzept ist und mit den benachbarten Allianzen NorA und Kernfranken die Lokale Aktionsgruppe Rangau bildet.

## Kultur und Sehenswürdigkeiten

### Pfarrkirche St. Kilian
Von der spätromanischen Chorturmanlage ist der später veränderte Turm erhalten. Daran wurde 1788–92 der Langhausbau angebfügt. Der elegante Saalbau mit zwei umlaufenden Emporen, dem Kanzelaltar und der ausladenden Orgelempore hat noch den Deckenstucke der Bauzeit. Bemerkenswert ist ein überlebensgroßes spätgotisches Kruzifix.

### Rundfunkmuseum Schloss Brunn
Das Rundfunkmuseum Schloss Brunn wurde am 28. Juni 1992 eröffnet. Es wurde ohne öffentliche Mittel eingerichtet und erhält keine öffentlichen Zuschüsse. Träger des Museums ist ein als gemeinnützig anerkannter Trägerverein. Unterstützt wird er von dem ebenfalls gemeinnützigen Förderverein Rundfunkmuseum Schloss Brunn e. V. Das Rundfunkmuseum befindet sich im Schloss Brunn, das 1753 von den Grafen Pückler-Limpurg erbaut wurde. Gegenüber dem Schloss befindet sich als Rest einer alten Wasserburg ein Rundturm. Das Schloss befindet sich in Privatbesitz. Heute besteht die Sammlung des Museums aus weit über 1000 Exponaten, von denen ca. 450 im Museum ausgestellt sind. Jedes Jahr zur Eröffnung der Saison findet am 1. Mai das Museumsfest statt.

### Burgruine
Die Burgruine Schauerberg aus dem 14. Jahrhundert liegt oberhalb des Gemeindeteils Altschauerberg im Buchenwald. Im Volksmund wird die Ruine „Eppala“ genannt, weil sie der Legende nach dem Raubritter Eppelein von Gailingen gehörte. Unter den Naturliebhabern ist vor allem die Wanderung vom Emskirchener Festplatz entlang der Aurach und der kurze Aufstieg zur Ruine sehr beliebt. Die Burg wurde nach ihrer Verwahrlosung ab dem 16. Jahrhundert zum Steinbruch der Bewohner umliegender Siedlungen. Dennoch sind noch mehrere Mauern vollständig erhalten und lassen die Grundrisse des Bauwerks erkennen. Jeweils am Pfingstwochenende findet rund um die Ruine das Rangau-Waldfest statt.

### Aurachtalbrücke
Am nördlichen Ortsrand beherrscht die Aurachtalbrücke der Bahnstrecke Nürnberg–Würzburg das Landschaftsbild. Der 1936 modernisierte Ursprungsbau von 1865 wurde 2016 durch einen Neubau ersetzt. Durch die größere Entfernung vom Ort und die Ausführung in Beton reduziert der Neubau die Lärmbelastung Emskirchens erheblich.

### Regelmäßige Veranstaltungen
Am 9. Oktober 1936 wurde für die katholische Gemeinde ein regelmäßiger, von der Pfarrei Neustadt betriebener, Sonntagsgottesdienst eingerichtet. In Emskirchen findet jährlich ein Faschingsumzug statt.
Die Werbegemeinschaft Emskirchen veranstaltet jedes Jahres ein Marktfest mit weiteren Aktivitäten, der Kunstmeile sowie „Emskirchen Erleben“, am ersten Sonntag im Juli.
Weitere jährliche Veranstaltungen sind der Adventsmarkt und die Kirchweih.

## Bildung
Emskirchen hat drei Kindergärten, eine Grundschule und eine Mittelschule.

## Verkehr
Emskirchen wird von der Bundesstraße 8 tangiert, die nach Neustadt an der Aisch (7,5 km nordwestlich) bzw. nach Langenzenn (10 km südöstlich) führt. Die Staatsstraße 2244 verläuft nach Neuschauerberg (2 km südwestlich) bzw. nach Wilhelmsdorf (2,2 km nordöstlich). Die Staatsstraße 2214 verläuft nach Brunn (2 km nördlich). Gemeindeverbindungsstraßen führen zur B 8, nach Riedelhof (1,4 km westlich), nach Flugshof (1,2 km westlich) und nach Dürrnbuch zur Kreisstraße NEA 19 (3,7 km südlich).
Emskirchen besitzt einen Bahnhof an der Bahnstrecke Fürth–Würzburg.

## Persönlichkeiten
- Leonhard Johann Bertholdt (1774–1822), evangelischer Theologe und Hochschullehrer an der Universität Erlangen, in Emskirchen geboren
- Heinrich Müller (1886–1958), Unternehmer, Spielwarenfabrikant, in Emskirchen geboren
- Robert Paschke (1905–1985), Arzt und Studentenhistoriker, in Emskirchen verstorben
- Rainer Winkler (* 1989), ehemaliger Webvideoproduzent und Livestreamer